# Wesmaelius fassnidgei
Wesmaelius fassnidgei là một loài côn trùng trong họ Hemerobiidae thuộc bộ Neuroptera. Loài này được Killington miêu tả năm 1933.